# Dębno (gmina w guberni radomskiej)
Dębno (lub Dembno, od 1870 Lasocin) – dawna gmina wiejska istniejąca do 1870 roku w guberni radomskiej. Siedzibą władz gminy było Dembno.
Gminę zbiorową Dembno utworzono 13 stycznia 1867 w związku z reformą administracyjną Królestwa Polskiego. Gmina weszła w skład nowego powiatu opatowskiego w guberni radomskiej i liczyła 1251 mieszkańców.
W jej skład weszły wsie Biedrzychów, Chonarów, Gorzków, Góry, Dembno, Karsy, Kruków, Linów Nowy, Linów Stary, Linia, Leng Rachowski, Madziary, Maruszów, Stęgno, Czachów, Janów i Janopol.
1 stycznia?/13 stycznia 1870 do gminy przyłączono pozbawiony praw miejskich Lasocin, po czym gmina została zniesiona przez przemianowanie na gminę Lasocin.